# Locked-in-syndrom
Locked-in syndrom (LIS, det deefferentierede stadium) er en neurologisk sygdom, hvor alle kroppens vilkårlige muskler, undtaget øjenmusklerne, er totalt lammet. Patienterne kan ikke tale eller bevæge sig, trods det, at de er vågne, ved bevidsthed og med normal tankevirksomhed. Al kommunikation foregår ved at patienten bevæger øjnene. Oftest er blink- og øjenbevægelser kun mulig i det vertikale plan.
Den franske journalist og ELLE-redaktør Jean-Dominique Bauby blev i 1995 ramt af syndromet. Før han døde i 1997 skrev han en bog: Le Scaphandre et le papillon (dansk titel: Dykkerklokken og sommerfuglen). Den fransk-amerikanske film Dykkerklokken og sommerfuglen (Le Scaphandre et le papillon, The Diving Bell and the Butterfly) fra 2007 er baseret på Baubys bog.

## Eksterne link
- IMDb, The Diving Bell and the Butterfly – film.